# Åskknallshuvudvärk
Åskknallshuvudvärk är en hastigt uppkommen huvudvärk som kulminerar inom en minut. Det är ett allvarligt tecken på en underliggande sjukdom, ofta hjärninfarkt, subaraknoidalblödning eller annan hjärnblödning, eller andra akuta tillstånd.
Den vanligaste orsaken till åskknallshuvudvärk är traumatisk eller annan subaraknoidalblödning, och huvudvärken är ofta det enda symtomet på denna eller annan hjärnblödning. Vid åskknallshuvudvärk är det därför viktigt att snabbt diagnostisera orsaken med datortomografi. Det kan också vara ett symtom på aneurysm eller inflammation i hjärnan, till exempel vaskulit.